# Henry Elliott
Henry Junior Elliott (ur. 15 lutego 1946 w Reims) – francuski lekkoatleta, specjalista skoku wzwyż.
Zdobył srebrny medal w skoku wzwyż na europejskich igrzyskach halowych w 1967 w Pradze, ulegając jedynie Anatolijowi Morozow ze Związku Radzieckiego, a wyprzedzając Rudolfa Baudisa z Czechosłowacji. Na igrzyskach olimpijskich w 1968 w Meksyku odpadł w kwalifikacjach.
Ponownie zdobył srebrny medal na europejskich igrzyskach halowych w 1969 w Belgradzie, tym razem ulegając Walentinowi Gawriłowowi ze Związku Radzieckiego, a wyprzedzając Șerbana Ioana z Rumunii. Zajął 4. miejsce na mistrzostwach Europy w 1969 w Atenach. Na kolejnych mistrzostwach Europy w 1971 w Helsinkach odpadł w kwalifikacjach. Zajął 15. miejsce na igrzyskach olimpijskich w 1972 w Monachium i 12. miejsce na halowych mistrzostwach Europy w 1974 w Göteborgu. 
Był mistrzem Francji w 1971 i 1972, wicemistrzem w 1967 i 1968 oraz brązowym medalistą w 1970, a także halowym mistrzem Francji w 1974 i wicemistrzem w 1972.
1 września 1968 w Font-Romeu ustanowił rekord Francji wynikiem 2,17 m (tego samego dnia poprawił go Robert Sainte-Rose skacząc 2,19 m).
Rekord życiowy Eliotta wynosił 2,18 m (ustanowiony 18 czerwca 1972 w Sartrouville).